# 専門学校釧路ケアカレッジ
専門学校釧路ケアカレッジ（せんもんがっこうくしろけあかれっじ）は、かつて北海道釧路市緑ヶ岡1丁目10番地42号にあった専修学校。

## 概要
- 学校法人緑ケ岡学園により設置された専修学校で、介護福祉士養成に特化していた。

## 沿革
- 1989年（平成元年）4月 - 学校法人緑ケ岡学園による釧路情報処理専門学校が開校[1]。
- 1990年（平成2年）4月 - 学校法人日栄学園による日栄綜合技術専門学校が開校[1]。
- 1996年（平成8年）4月 - 釧路情報処理専門学校が釧路情報ビジネス専門学校へ改称[1]。経営ビジネス科を新設。
- 2005年（平成17年）4月 - 日栄綜合技術専門学校を編入して、釧路福祉・情報専門学校を設立[1]。
- 2012年（平成24年）4月 - 専門学校 釧路ケアカレッジに改称[1]。
- 2017年（平成29年）3月 - 入学生の募集を停止[1]。
- 2018年（平成30年）3月 - 閉校[1]。

## 系列校
- 社会福祉法人釧路緑ケ岡学園福祉会
- 釧路短期大学
- 武修館高等学校
- 武修館中学校
- 釧路短期大学附属幼稚園
- 釧路短期大学附属図書館